# Priocleromorphus flavofasciatus
Priocleromorphus flavofasciatus is een keversoort uit de familie mierkevers (Cleridae). De wetenschappelijke naam van de soort is voor het eerst geldig gepubliceerd in 1950 door Pic.